# 基尼資本
基尼資本（Genii Capital），是一家国际金融顾问与投资公司，擅长于品牌管理、前瞻技术、汽车运动和一系列风险资本活动。公司由卢森堡投资商傑拉德·洛佩茲和艾瑞克·路克斯创建于2008年，专注于新兴市场，包括金砖四国（巴西、俄罗斯、印度和中国）。基尼資本专注于多种投资工具，并提供顾问服务，涵盖上市准备、联合业务开发、并购和资本市场等大量主题。作为2011年全球改组计划的结果，基尼資本现在是基尼集團（The Genii Group）的一个事业部，而基尼集團是一家监督路克斯和洛佩茲的商业活动的全球企业。

## 投资权益

### 一级方程式
2009 年 12 月 16 日，据宣布 Genii 将购买雷诺 F1 车队的大量股份。Genii 击败 Prodrive 主席 David Richards，赢得了交易。Genii 很可能将 Renault Driver Development（雷诺车手开发）计划与旗下的 Gravity Sport Management 公司合并，该公司拥有董荷斌和 Christian Vietoris等车手，而董荷斌最近参加了雷诺车队测试。
2010 年 12 月 8 日，雷诺宣布将把其在恩斯托的雷诺 F1 车队的 剩余 25% 股份出售给，此后 Genii Capital 将成为车队的唯一股东。随后，莲花集团立即成为车队的合作伙伴，并将车队更名为莲花雷诺 GP 车队。预计未来该汽车制造商将购买车队的大量股份。自 2012 年起，车队将更名为莲花 F1 车队。

### 其他
2009 年 1 月 26 日，Genii Capital 的附属公司 PHC Acquisitions LLC 成为 Polaroid Holding Company 的掩护性投标方。协议包括购买 Polaroid 的知识产权、名称和品牌等资产。[8]
2010 年 1 月 7 日，据宣布 Genii 将连同一级方程式商业老板 Bernard Ecclestone 向瑞典汽车制造商萨博汽车“递交现金收购要约”。[9] 据 Genii 发言人 Lars Carlstroem 称，“这是一次真正的机会，没多少家投资商看到这次机会，这让我们大为惊讶……[Genii] 喜欢品牌，而萨博是同一级别内与保时捷和宝马齐名的品牌。”[10]提案最终遭到驳回。[11][12]
2011 年 12 月，据宣布 Genii Capital 通过 Genii Business Exchange 为印刷技术公司 Zink Imaging 融资 3,500 万美元。[13]

## 扩张战略
2011 年 7 月 29 日，已在欧洲、亚洲和北美拥有权益的 Genii Capital 与 WWI Group 组建了合资公司，登陆巴西市场。这是 Genii 当前在金砖四国内扩张战略的一部分。

## Genii Business Exchange
Genii Business Exchange 附属于 Genii Capital。Genii Business Exchange 是一家商业平台，为全球高净值个人、舆论领袖、政治领袖和一级方程式相关人士提供了一个论坛。
Genii Business Exchange 由 Eric Lux 和 Gerard Lopez 于 2010 年创办，并在全球多个金融中心主办，但主要关注于金砖四国和中东与北非国家。
Genii Capital 从雷诺收购位于恩斯内的一级方程式车队（随后更名为“雷诺 F1”，又更名为“莲花雷诺 GP”）之后，三次世界一级方程式冠军 Sir Jackie Stewart OBE 已开始与 Genii Business Exchange 合作。